# اليين واليانغ

شعار اليين واليانغ، الأبيض يمثل اليانغ والأسود يمثل اليين.

شعار اليين واليانغ في علم كوريا الجنوبية، الأحمر يمثل اليانغ والأزرق يمثل اليين.

علامة اليين واليانغ (بالإنجليزية: Yin and yang) ترمز لكيفية عمل الأشياء في العلم الصيني القديم.
الدائرة الخارجية تمثل «كل شيء»، بينما الشكلان الأبيض والأسود داخل الدائرة يمثلان التداخل بين طاقتان متضادتان، طاقة اليين «الأسود» وطاقة اليانغ «الأبيض» الطاقتان المؤديتان لحدوث أي شيء في الحياة. وهما ليسا أبيض وأسود تماماً مثلهم مثل أي شيء آخر في الحياة لا يكون أبيض تماماً أو أسود تماماً، ويحتاج كل منهما للآخر فهو مكمل له ولا يتواجد أي منهم دون الآخر. بينما اليين هو الظلام، السكون، الأسفل، البارد، الانكماش والضعف فإن اليانغ هو النور، النشاط، الأعلى، الساخن، التمدد والقوة. وتعتبر علامة اليين واليانغ رمزاً للديانة الطاوية. اسلوب الحياة هو اليانغ واليين. اليين واليانغ هو عدم مطلق، لا صحيح ولا خطأ، التغيير الثابت، الحكم الذاتي، لا اجبار.[بحاجة لمصدر]

## اليين
اليين هو: السكون المرتبط بالأرض، ومصدر للحياة الفيزيائية. وترتبط اليين بالخصائص التالية:
- الليل والظلام.
- المطر، الماء والبرودة.
- الشتاء والخريف.
- الأرقام الأحادية.
- القمر.
- الشمال والغرب.
- اليمين والأسفل.
- السكون، الثبات.
- الانكماش والانخفاض.
- التقليدي والمتحفظ.
- الوادي.
- الأنهار.
- المنحنيات.
- الصلب.
- التنين.
- الكليتان، القلب، الكبد والرئتان.

## اليانغ
اليانغ هو القوي، القوة المبدعة، الحركة التي تولد التغيير. ويرتبط اليانغ بالخصائص التالية:
- النهار والنور.
- المشمس، النار والحرارة.
- الصيف والربيع.
- الأرقام الزوجية.
- الشمس.
- الجنوب والشرق.
- اليسار والأعلى.
- النشيط، الديناميكي.
- التمدد، الارتفاع.
- الإبداع والقولبة.
- الجبل.
- الصحراء.
- الخط المستقيم.
- اللِّين.
- النمر.
- المثانة، المعدة والأمعاء والجلد.

## فلسفة اليين واليانغ
إن اليين واليانج تعتبر فلسفة صينية قديمة، وهي المبدأ الأساسي الذي تقوم عليه الكثير من جوانب ومجالات الحياة في دول شرق آسيا.
الين واليانغ فكرتها تقوم على ما لاحظه الصينيون القدماء من المتضادات الكثيرة التي تحيط بالإنسان، حيث أن لهذا المبدأ تأثير كبير على شرق آسيا حتى وقتنا هذا، فاليين واليانغ هما كلمتان تحملان معنى التضاد بين الطاقات المختلفة، وتعبر عن الازدواجية الثنائية في الكون والتي تبنى على أن لكل شيء ما يقابله ويكامله في نفس الوقت، وداخل الدائرة يوجد قسمان الأسود وبداخله دائرة بيضاء «اليين» والأبيض وبداخله دائرة سوداء «اليانغ» والخط الفاصل بينهما يعمل على إبقاءهما متحركين ومتغيرين، ولكن ليس لأي منهما وجود مطلق دون الآخر بل هناك تداخل بينهما وتكامل دائما بين الأبيض والأسود مما يشير إلى أن أي أمر سيئ يقابله أمر جيد والعكس صحيح. كما يشير أيضا إلى أنه لا يوجد شيء مطلق وأن الأبيض قد يتخلله بعض من الأسود والأسود قد يتخلله بعض من الأبيض. ومن أهم الظواهر التي يتم تفسيرها في ضوء نظرية اليين واليانغ هي: الليل والنهار، الذكر والأنثى، الصيف والشتاء، الحياة والموت…. الخ.
فمثلا الليل هو الظلام ويتناقض مع النهار وهو النور وكليهما يكمل بعضه البعض فلولا الليل ماعرفنا النهار وهكذا. ولذلك فالصينيون القدماء يشيرون إلى أن هذه الدائرة تمثل الكون وبداخلها كل شيء مقسوم إلى نصفين متساويين ومتكاملين في نفس الوقت. فاليين يعبر عن الطاقات السلبية مثل: الظلام، الضعف، الأنثى، الحزن، البطء، الشمال، القمر، الليل، السكون، الشتاء، النوم، الأرض، الموت. واليانغ يعبر عن الطاقات الإيجابية مثل: النور، القوة، الذكر، الفرح، السرعة، اليمين، الشمس، النهار، الصيف، الربيع، اليقظة، السماء، الحياة.
ومثالٌ على ذلك: اليانغ تأتي قوته من الضوء الصادر من الشمس، وتأتي قوة اليين من دوران الأرض حول نفسها والتي يتعاقب الليل والنهار من خلالها حيث اليين يشير إلى ظلام الليل واليانغ يشير إلى ضوء النهار.
ومثال آخر: عند نمو النباتات تكون الجذور متجهة للأسفل والساق والأوراق لأعلى، حيث أن قوة اليانغ هنا تأتي من هبوط وتعمق الجذور في الأسفل بينما قوة اليين تكون من اتجاه الساق لأعلى حيث أن تعمق الجذر وقوته هي اليانغ بينما نمو الساق والأوراق في اتجاه معاكس للجذر هي اليين.

## أهم القوانين التي تحكم اليين واليانج
- توجد قوى تجاذب بين اليين واليانغ.
- يتنافر كل من اليين مع اليين، واليانغ مع اليانغ.
- يوجد اتحاد بين كل من اليين واليانغ ولكن بنسب متفاوته تختلف من حدث لآخر، كما أنه لا يوجد وجود مطلق لكل من اليين بمفرده أو اليانغ وإنما يكمل بعضهما الآخر.
- كما لا يوجد حالات وسط أو محايدة وإنما تنتمي جميع الأحداث والظواهر الكونية إلى أحد الطاقتين سواء يين أو يانغ.
- الشيء شديد اليين يجذب الشيء قليل اليانغ وكذلك بالنسبة لليانغ.
- إذا وصل اليين للحد الأقصى تحول إلى يانغ وكلما وصل اليانغ إلى الحد الأقصى تحول إلى يين.

## فلسفة اليين واليانغ في الطب
وتستخدم هذه الفلسفة الصينية كمبدأ أساسي في الطب الصيني أيضا، حيث أنها تقسم العمليات الحيوية والفسيولوجية في جسم الإنسان على أساس أن كل منها مكون من جزأين متضادين ومكملين لبعضهما البعض أيضا، فهي تقسم العمليات الحيوية على سبيل المثال إلى: البرد والحرارة، الرطوبة والجفاف..الخ، كما ينقسم جسم الإنسان أيضا في ضوء فلسفة اليين واليانغ إلى الخلف والأمام، الرأس والجسم، داخل الجسم وخارج الجسم، الوسط السفلي والوسط العلوي، أعضاء الجسم وسوائل الجسم.

### فلسفة اليين واليانغ في علم الأمراض
تطبق هذه الفلسفة أيضا في تفسير العلامات والأعراض المرضية مثلا: عندما ترتفع نسبة اليين من الجسم البارد وتكون نسبة اليانغ قليلة تبدأ هنا نسبة اليانغ في الزيادة والارتفاع من خلال ارتفاع درجة الحرارة والصداع واحمرار الوجه والتهاب الحلق ونزيف الأنف وغيرها، وعلى العكس من ذلك عندما تكون نسبة اليانغ مرتفة أي درجة حرارة أعلى ونسبة اليين قليلة تبدأ هنا اليين في الارتفاع من خلال حدوث برود الأطراف، وقصور في النشاط، ضعف الدورة الدموية، وجه شاحب، وانخفاض الطاقة.
وهكذا فلهذه الفلسفة تأثير وتواجد كبير في تفسير العديد من الأحداث والأشياء في جميع المجالات.